# Rolland Barrin
Pour les autres membres de la famille, voir famille Barrin.
Pour les articles homonymes, voir La Galissonnière.
Rolland Barrin, 2e marquis de la Galissonnière, né en 1646 à Nantes et mort le 9 mars 1737 à Poitiers, est un officier de marine français des XVIIe et XVIIIe siècles. Il est le premier des « célèbres marins » de la famille.

## Biographie

### Origines et famille
Roland Barrin est le sixième enfant de Jacques III Barrin et de sa première épouse Élisabeth le Boulanger (morte en 1664). Son père est un grand commis de l’État, il est intendant de police, justice et finances dans trois généralités successives : Bourges (1641), Orléans (1658) et Rouen (1665).
Rolland Barrin naît à Nantes, à l'hôtel de la Papotière, domicile nantais des Barrin, en l'actuelle rue du Moulin. Il est baptisé à Saint-Laurent à Nantes le 2 juillet 1646.

### Carrière dans la Marine royale
N'étant qu'un pauvre cadet de famille, il est admis en 1663 dans la deuxième compagnie des mousquetaires du Roi. Il entre à seize ans dans la compagnie des garde-marine au département de Brest, où il apprend son métier de futur officier. Il est à la prise de Djidjelli sous les ordres du duc de Beaufort en 1664. Enseigne de vaisseau en 1667. En 1669, il est au siège de Candie, toujours sous les ordres du duc de Beaufort. Rentré en France, il est nommé lieutenant de vaisseau en 1671.
Désigné commandant d'un brûlot, il participe sous les ordres de Duquesne, à la campagne de Sicile contre l'amiral hollandais de Ruyter en 1676. Il est nommé capitaine de vaisseau en 1677, à l'âge de 31 ans. Dès lors il va prendre part comme commandant de navire à de nombreuses expéditions contre la flotte anglaise : combat victorieux de Béveziers en 1690, bataille désastreuse de la Hougue au cours de laquelle il commande le Monarque, sous les ordres de Tourville en 1692, puis victoire à Malaga en 1693. Nommé commandant de la marine à Rochefort en 1694, il est reçu chevalier de Saint-Louis à Brest par Tourville. Il est envoyé en Martinique en 1700. À la bataille de Vigo en 1702 la flotte française est écrasée par celle de l'amiral anglais Rooke. Roland Barrin saborde son navire pour ne pas le livrer à l'ennemi et est fait prisonnier. Conduit en Angleterre, il y restera jusqu'en 1703. À son retour, il est promu au grade de chef d'escadre. Le 24 août 1704, il participe à la bataille navale de Vélez-Málaga. Il prend alors part aux pourparlers qui aboutiront au traité d'Utrecht et à la paix avec l’Angleterre en 1713.
En récompense de ses services, à son départ à la retraite en 1720, Roland Barrin est promu au grade de lieutenant général des armées navales, il a alors 74 ans. C'est à cette époque le plus haut grade pour un marin. Le nom « amiral » était devenu, depuis la réforme de la marine par Colbert en 1669, un titre honorifique qui fut pour la première fois d'ailleurs accordé à un enfant de 3 ans, le comte de Toulouse, bâtard de Louis XIV. Roland Barrin qui s'était retiré à Poitiers y meurt et y est enterré, le 9 mars 1736. Roland Barrin avait eu des conflits de voisinage en 1733 avec les carmélites des Couëts au sujet de la chapelle Saint-Michel, située sur la paroisse de Monnières dont il se prétendait propriétaire. Les religieuses obtinrent un arrêt de justice les désignant propriétaires du fonds.

## Mariage et descendance
Roland Barrin épouse 
1° à Rochefort-sur-Mer, le 28 mai 1691 Catherine Bégon ( inhumée le 8 août 1708 dans l'église des Capucins à Rochefort), fille de Michel Bégon, intendant de justice police, finances et marine de Rochefort, nouveau port de guerre créé à l'initiative de Colbert, et Marie-Madeleine Druilhon (1645-1697).
2° à Ardelay, le 25 mai 1713, Marie Guiraud veuve Charles de Lauzon, chevalier seigneur de la Gontrie et des Deffands.
Son fils, Rolland-Michel Barrin (1693-1756), troisième marquis puis comte de la Galissonnière, sera comme lui lieutenant général des armées navales, gouverneur général de la Nouvelle-France par intérim. Au moment de sa mort en 1756, Louis XV s'apprêtait à le nommer maréchal de France.

## Distinctions
- Chevalier de l'ordre royal et militaire de Saint-Louis

### Iconographie
- 1837  -   Marquis de La Galissonnière , buste en marbre pour le centenaire de sa mort par Louis-Denis Caillouette (1790-1868).

### Sources et bibliographie
- Pierre Roucou, « Les Barrin de la Galissonnière » [PDF], 2003, in Le Pallet Patrie d'Abélard, 2e édition.
- Michel Vergé-Franceschi, « Un tricentenaire : 1693-1993. M. de La Galissonnière (1693-1756) le vainqueur de Minorque (1756) », Histoire, économie et société, nos 16-1,‎ 1997, p. 100 (lire en ligne)
- Michel Vergé-Franceschi (dir.), Dictionnaire d'histoire maritime, Paris, éditions Robert Laffont, coll. « Bouquins », 2002, 1508 p. (ISBN 2-221-08751-8 et 2-221-09744-0, BNF 38825325)
- Étienne Taillemite (nouvelle édition revue et augmentée), Dictionnaire des marins français, Paris, éditions Tallandier, 2002, 573 p. (ISBN 2-84734-008-4)
- Rémi Monaque, Une histoire de la marine de guerre française, Paris, éditions Perrin, 2016, 526 p. (ISBN 978-2-262-03715-4)
- Charles La Roncière, Histoire de la Marine française : La Guerre de Trente Ans, Colbert, t. 5, Paris, Plon, 1920, 822 p. (lire en ligne)
- Charles La Roncière, Histoire de la Marine française : La crépuscule du Grand règne, l’apogée de la Guerre de Course, t. 6, Paris, Plon, 1932, 674 p. (lire en ligne)